# Atalantia macrophylla
Atalantia macrophylla är en vinruteväxtart som först beskrevs av Oliver, och fick sitt nu gällande namn av Wilhelm Sulpiz Kurz. Atalantia macrophylla ingår i släktet Atalantia och familjen vinruteväxter. Inga underarter finns listade i Catalogue of Life.